# بابا شيخ

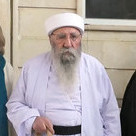
خرتو حاجي إسماعيل، بابا شيخ السابق

بابا شيخ الحالي ويعني المكلف بالشؤون الدينية الايزيدية في حين الشؤون الدنيوية تبقى حصرا للأمير، ويكون بابا شيخ من سلالة “شيخ فخردين” ويعيش في منطقة الشيخان حيث يشرف على معبد لالش المقدس والمتواجد هناك في شمال العراق.
علي إلياس هو بابا شيخ الحالي للديانة الايزيدية في العراق والعالم، وذلك بعد وفاة بابا شيخ السابق خرتو حاجي إسماعيل في 1 تشرين الأول 2020.